# Vlag van Gers

Vlag van Gers

De vlag van Gers is de niet-officiële vlag van het Franse departement Gers. Net als de meeste andere departementen van Frankrijk heeft Gers geen officiële vlag, maar wordt de hier rechts afgebeelde vlag op niet-officiële wijze gebruikt. De vlag is afgeleid van het wapen van dit departement.
De vlag toont een witte achtergrond met daarop een rode leeuw.
Deze vlag is ook die van het graafschap Armagnac. De vlag is geïnspireerd op het ontwerp van het wapen dat in 1950 is voorgesteld door Robert Louis.
Naast deze vlag is er een logovlag in gebruik.

Vlag van het graafschap Armagnac
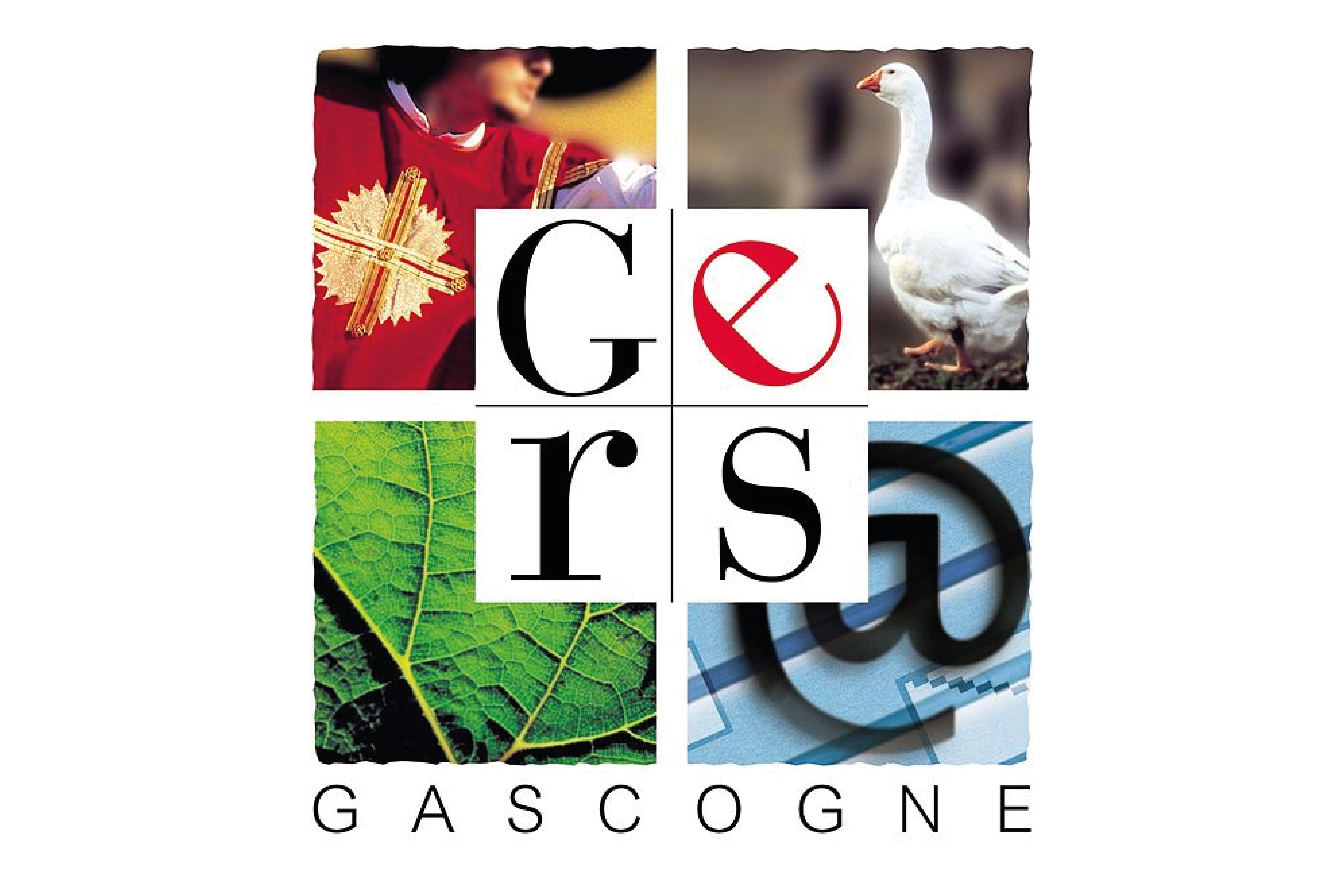
Logovlag